# Путем мелографа — Свадба у Боки которској
„Путем мелографа — Свадба у Боки которској” је југословенски документарни ТВ филм из 1974. године. Режирао га је Милорад Узелац а сценарио су написали Драгослав Антонијевић и Марко Дабовић.